# ジョン・カービー
ジョン・F・カービー（John F. Kirby）は、アメリカ合衆国の軍人。階級は退役海軍少将。国家安全保障会議戦略広報調整官。国防総省報道官、国務省報道官を務めた。

## 経歴
フロリダ州セントピーターズバーグ出身で、南フロリダ大学を1985年に卒業する。その後、トロイ大学にて国際関係学の、アメリカ海軍大学校にて国家安全保障及び戦略的研究の修士課程をそれぞれ修了する。
カービーはニューポート海軍基地に位置する海軍幹部候補生学校を卒業後、1986年にアメリカ海軍に入隊。その後、アメリカ海軍の作戦立案等に携わりながらも、アメリカ統合参謀本部の広報担当特別補佐を務めるなど、アメリカ海軍におけるスポークスマンの役割を果たす。2013年12月には、当時のチャック・ヘーゲル国防長官により国防総省報道官に任命される。2015年5月より国務省報道官。2017年退任。2021年、再び国防総省報道官に就任。
2022年、国家安全保障会議の戦略広報調整官への起用が発表された。複数の省庁にまたがる安全保障に関する広報を統括する。